# Selma Lagerlöf
Pour les articles homonymes, voir Lagerlöf.
Selma Ottilia Lovisa Lagerlöf (ˈsɛlma ˌʊtiːlɪa ˌlʊviːˈsa ˈlɑːɡərˌløːv), née au manoir de Mårbacka dans le Värmland, en Suède, le 20 novembre 1858 et morte le 16 mars 1940 au même endroit, est une femme de lettres suédoise. Ses œuvres les plus connues sont la Saga de Gösta Berling parue en 1891, et Le Merveilleux Voyage de Nils Holgersson à travers la Suède paru en 1906-1907. En 1909, elle est la première femme à recevoir le prix Nobel de littérature,.

## Biographie

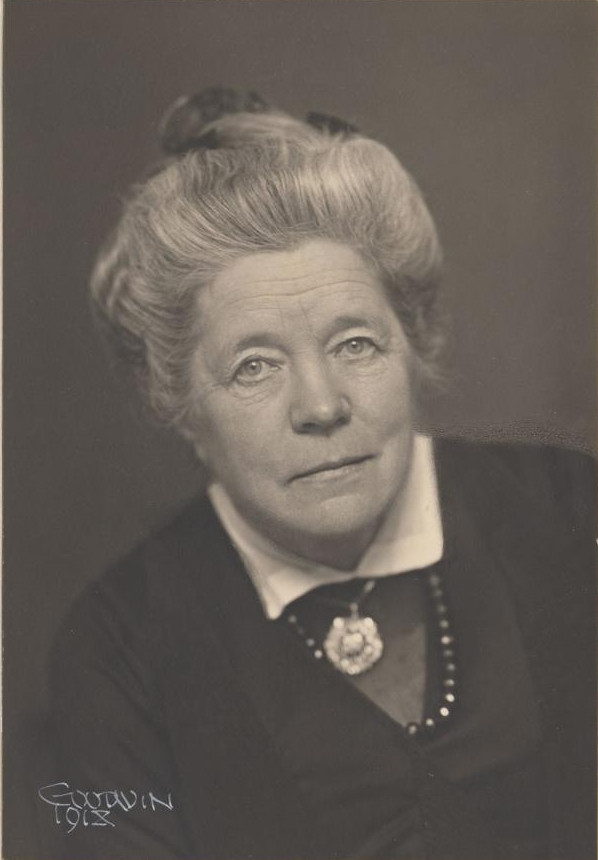
Selma Lagerlöf en 1918, photo de Henry B. Goodwin.

Selma Lagerlöf est la cinquième enfant du lieutenant Erik Gustaf Lagerlöf et de son épouse Louise Wallroth. Ses parents vivent dans la Värmland et appartiennent à de vieilles familles de cette province, située dans le sud-ouest de la Suède. Une grande partie de ce qu'elle raconte sur cette région de la Suède trouve son origine dans les légendes et récits värmlandais qui ont bercé son enfance.
Elle se forme au Högre lärarinneseminariet, institut de formation d'enseignantes de Stockholm de 1882 à 1885, puis elle travaille comme institutrice à l'école de filles de Landskrona de 1885 à 1895. Le domaine de Mårbacka est vendu en 1887, et quitte les mains de la famille en 1889.
La Saga de Gösta Berling est publiée en 1891. Dans cette épopée romantique, elle laisse éclater son imagination naïve et fantastique dans un style rythmé et lyrique. Cette œuvre lui vaut une grande notoriété en Suède,.
En 1894, elle rencontre l'écrivaine suédoise Sophie Elkan, dont elle tombe profondément amoureuse et qui aura une influence importante sur son œuvre.
Les ouvrages de Selma Lagerlöf, qui exaltent l’esprit national suédois, ont été mis en relation avec le Nationalromantik. Elle a également été influencée par Knut Hamsun. Les succès qu'elle remporte avec ses écrits lui permettent de réaliser son rêve de racheter le domaine familial en 1910. Le Merveilleux Voyage de Nils Holgersson à travers la Suède est également une de ses œuvres majeures, empreinte de poésie, et issue d’une commande du monde de l’enseignement : des enseignants souhaitaient qu’elle écrive un ouvrage constituant une introduction pour les enfants à la géographie du pays.
Première femme lauréate du prix Nobel de littérature, en 1909, elle est également la première femme élue à l'Académie suédoise en 1914.
En 1918, elle publie un roman pacifiste, Le Banni.
Un an avant sa mort, Selma Lagerlöf aide la poétesse Nelly Sachs et la mère de cette dernière à obtenir un visa suédois, ce qui les sauve des camps nazis.
Avec le déclenchement de la guerre d'Hiver, Selma Lagerlöf s'adresse à l'intelligentsia américaine, l'exhortant à s'opposer à la tentative soviétique de s'emparer de la Finlande. Elle fait don de sa médaille d'or Nobel au Fonds national de secours suédois pour la Finlande. Le gouvernement trouve les fonds nécessaires d'une autre manière, et la médaille lui sera rendue.
Après une longue maladie, l'autrice décède d'une péritonite chez elle à Mårbacka à l'âge de 81 ans.

## Œuvre

### Romans

#### TrilogieL'Anneau des Löwenskold
- Löwensköldska ringen (1925) Publié en français sous le titre L'Anneau des Lövensköld, traduit par Marthe Metzger, Paris, Éditions Je sers, 1935, 215 p. ; nouvelle édition sous le titre L'Anneau maudit, traduit par Michel Praneuf, Arles, Actes Sud, coll. « Lettres scandinaves », 2006, 127 p.  (ISBN 2-7427-6500-X)
- Charlotte Löwensköld (1925) Publié en français sous le titre Charlotte Löwensköld, traduit par Thekla Hammar, Paris, Éditions Je sers, 1935, 320 p.
- Anna Svärd (1928) Publié en français sous le titre Anna Svärd, traduit par Thekla Hammar et Marthe Metzger, Paris, Éditions Je sers, 1936, 326 p.

#### Autres romans
- Gösta Berlings Saga (1891) Publié en français sous le titre La Légende de Gösta Berling, traduit par André Bellessort, Paris, P. Lamon, 1905, 310 p. ; autre édition sous le titre Gösta Berling, traduit par Thekla Hammar et Marthe Metzger, Stockholm, C. E. Fritze, 1937, 606 p. ; édition bibliophilique enrichie de 38 lithographies originales d'André Jordan, Paris, Henri Lauga et « Je sers, 325 exemplaires numérotés, 1947 » ; réédition de la traduction d'André Bellessort, Paris, Stock, 1926, coll. « Les grands étrangers », avec un frontispice de Maximilien Vox, puis chez le même éditeur, coll. « La Cosmopolite », en 2001  (ISBN 2-234-05369-2), enfin, dans le volume Œuvres romanesques, Arles, Actes Sud, coll. « Thesaurus », 2014  (ISBN 978-2-330-03245-6)
- Antikrists mirakler (1897) Publié en français sous le titre Les Miracles de l’Antéchrist, traduit par Thekla Hammar et Marthe Metzger, Paris, Stock, coll. « Bibliothèque cosmopolite » no 5, 1924, XI-280 p.
- En herrgårdssägen (1899) Publié en français sous le titre Le Violon du fou, traduit par Marc de Gouvenain et Lena Grumbach, Arles, Actes Sud, coll. « Lettres scandinaves », 2001, 151 p.  (ISBN 2-7427-3547-X) ; réédition, Arles, Actes Sud, coll. « Babel » no 775, 2006  (ISBN 2-7427-6494-1) ; réédition dans le volume Œuvres romanesques, Arles, Actes Sud, coll. « Thesaurus », 2014  (ISBN 978-2-330-03245-6)
- Jerusalem i Dalarna (1901) Publié en français sous le titre Jérusalem en Dalécarlie[10], traduit par André Bellessort, Paris, P. Lamm, 1903, 321 p.
- Jerusalem i det Heliga (1902) Publié en français sous le titre Jérusalem en Terre Sainte, traduit par André Bellessort, Paris, Nilsson, 1914, 297 p.
- Nils Holgerssons underbara resa genom Sverige (1906-1907) Publié en français de façon partielle sous le titre Le Merveilleux Voyage de Nils Holgersson à travers la Suède, traduit par Thekla Hammar, Paris, Perrin, 1912, XVII-408 p. ; nouvelle édition du texte intégral sous le titre Le Merveilleux Voyage de Nils Holgersson à travers la Suède, traduit par Marc de Gouvenain et Lena Grumbach, Arles, Actes Sud, coll. « Lettres scandinaves », 1990, 634 p.  (ISBN 2-86869-635-X) ; réédition de la traduction intégrale, Paris, LGF, coll. « Le Livre de Poche » no 6930, 1991  (ISBN 2-253-05600-6)
- Liljecronas hem (1911)

- Körkarlen (1912) Publié en français sous le titre Le Charretier de la mort [Dame Carême et Petter Nord], traduit par Thekla Hammar et Marthe Metzger, Paris, Perrin, coll. « des auteurs étrangers », 1922, 259 p. ; réédition sous le titre Le Charretier de la mort, Verviers, Gérard et Cie, coll. « Bibliothèque Marabout. Fantastique » no 396, 1972 Nouvelle édition sous le titre Le Cocher, traduit par Marc de Gouvenain et Lena Grumbach, Arles, Actes Sud, coll. « Lettres scandinaves », 1998, 152 p.  (ISBN 2-7427-1854-0) ; réédition, Arles, Actes Sud, coll. « Babel » no 566, 2002  (ISBN 2-7427-4152-6) ; réédition dans le volume Œuvres romanesques, Arles, Actes Sud, coll. « Thesaurus », 2014  (ISBN 978-2-330-03245-6)
- Kejsarn av Portugallien (1914) Publié en français sous le titre L'Empereur du Portugal, conte verlandais, traduit par Thekla Hammar et Marthe Metzger, Paris, Delamain et Boutelleau, coll. « scandinave » 1943, 253 p. ; autre édition sous le titre Le Cœur fou, Paris, Rombaldi, coll. « Bibliothèque du temps présent », 1980  (ISBN 2-231-00481-X)
- Bannlyst (1918) Publié en français sous le titre L'Exilé, traduit par Ladislas Perl, Paris, Edgar Malfère, coll. « Bibliothèque du Hérisson », 1933, 263 p. Nouvelle édition sous le titre Le Banni, traduit par Marc de Gouvenain et Lena Grumbach, Arles, Actes Sud, coll. « Lettres scandinaves », 1999, 317 p.  (ISBN 2-7427-2488-5) ; réédition, Arles, Actes Sud, coll. « Babel » no 510, 2001  (ISBN 2-7427-3530-5) ; réédition dans le volume Œuvres romanesques, Arles, Actes Sud, coll. « Thesaurus », 2014  (ISBN 978-2-330-03245-6)
- Zachris Topelius (1920)

### Recueils de nouvelles

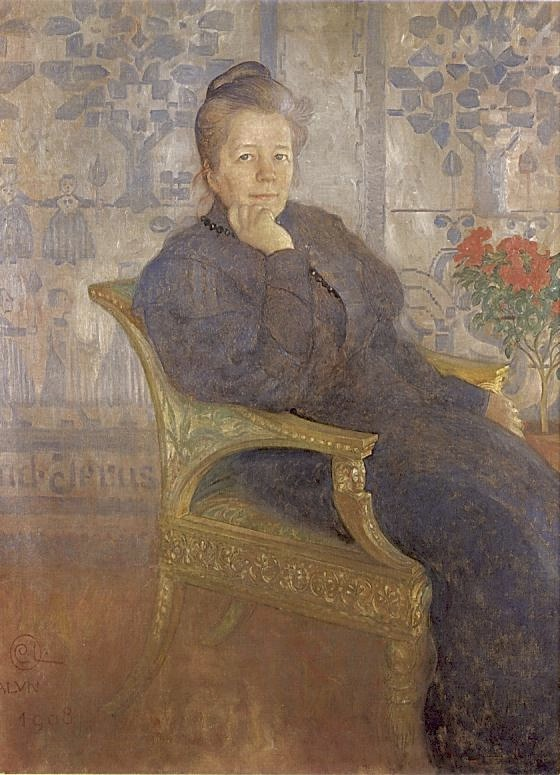
Portrait de Selma Lagerlöf par Carl Larsson en 1908.

- Osynliga länkar (1894) Publié en français sous le titre Les Liens invisibles, traduit par André Bellessort, Paris, Perrin, 1910, XVI-347 p. ; nouvelle édition sous le titre Les Liens invisibles, traduit par Marc de Gouvenain et Lena Grumbach, Arles, Actes Sud, coll. « Lettres scandinaves », 2003, 340 p.  (ISBN 2-7427-4580-7) ; réédition dans le volume Œuvres romanesques, Arles, Actes Sud, coll. « Thesaurus », 2014  (ISBN 978-2-330-03245-6)
- Drottningar i Kungahälla (1899) Publié en français sous le titre Les Reines de Kungahälla, traduit et présenté par Régis Boyer, Saint-Nazaire, Arcane 17, coll. « Lettres du Nord », 1986, 142 p. ; réédition, Paris, Payot & Rivages, 2013  (ISBN 978-2-7436-2434-7)
- Herr Arnes penningar (1904) Publié en français sous le titre L'Argent de Monsieur Arne, traduit par Élisa Girod-Hoskier, Poissy, Lejay fils et Lemoro, 1910, 102 p. ; nouvelle édition sous le titre Les Écus de messire Arne ; suivi de Sœur Karin et sœur Sisla, traduit par Thekla Hammar et Marthe Metzger, Paris, Éditions Je sers, 1939, 192 p.
- Kristuslegender (1904) Publié en français sous le titre Légendes du Christ, Paris, Perrin, 1938, 259 p.
- En saga om en saga : och andra sagor (1908)
- Troll och människor (1915-1921) Publié en français sous le titre Le Monde des Trolls, traduit par Thekla Hammar, Paris, Perrin, coll. « d'auteurs étrangers », 1924, XVI-291 p. Nouvelle édition sous le titre Des trolls et des hommes, traduit par Marc de Gouvenain et Lena Grumbach, Arles, Actes Sud, coll. « Lettres scandinaves », 1995, 194 p.  (ISBN 2-7427-0563-5) ; réédition, Arles, Actes Sud, coll. « Babel » no 716, 2005  (ISBN 2-7427-5815-1) ; réédition dans le volume Œuvres romanesques, Arles, Actes Sud, coll. « Thesaurus », 2014  (ISBN 978-2-330-03245-6)
- Julklappsboken : och andra berättelser (1993), publication posthume Publié en français sous le titre Le Livre de Noël, traduit du suédois par Marc de Gouvenain et Lena Grumbach, Arles, Actes Sud, coll. « Lettres scandinaves », 1994, 154 p.  (ISBN 2-7427-0304-7) ; réédition, Arles, Actes Sud, coll. « Babel » no 849, 2007  (ISBN 978-2-7427-7103-5) ; réédition dans le volume Œuvres romanesques, Arles, Actes Sud, coll. « Thesaurus », 2014  (ISBN 978-2-330-03245-6)

### Mémoires, journaux et autres textes
- Mårbacka (1922) Publié en français sous le titre Mårbacka : souvenirs d'enfance, traduit du suédois par Marc de Gouvenain et Lena Grumbach, Arles, Actes Sud, coll. « Lettres scandinaves », 1997, 299 p.  (ISBN 2-7427-1468-5)
- Ett barns memoarer (1930)
- Dagbok för Selma Ottilia Lovisa Lagerlöf (1932) Publié en français sous le titre Mon journal d'enfant, traduit par Thekla Hammar et Marthe Metzger, Paris, Stock, coll. « scandinave », 1939, 223 p.
- Höst : berättelser och tal (1933)
- Meli (1934)
- Från skilda tider (1943-1945), publication posthume

### Anthologie
Choix de nouvelles tirées de divers recueils originaux et traduites en français :
- L'Anneau du pêcheur, traduit par Marthe Metzger et Thekla Hammar, Paris, Delamain et Boutelleau, coll. « scandinave », 1940, 255 p.

### Bibliophilie
- Le merle blanc, enrichi de burins originaux de Jean Couy, La Maison du Chagrin, 1953

## Hommages

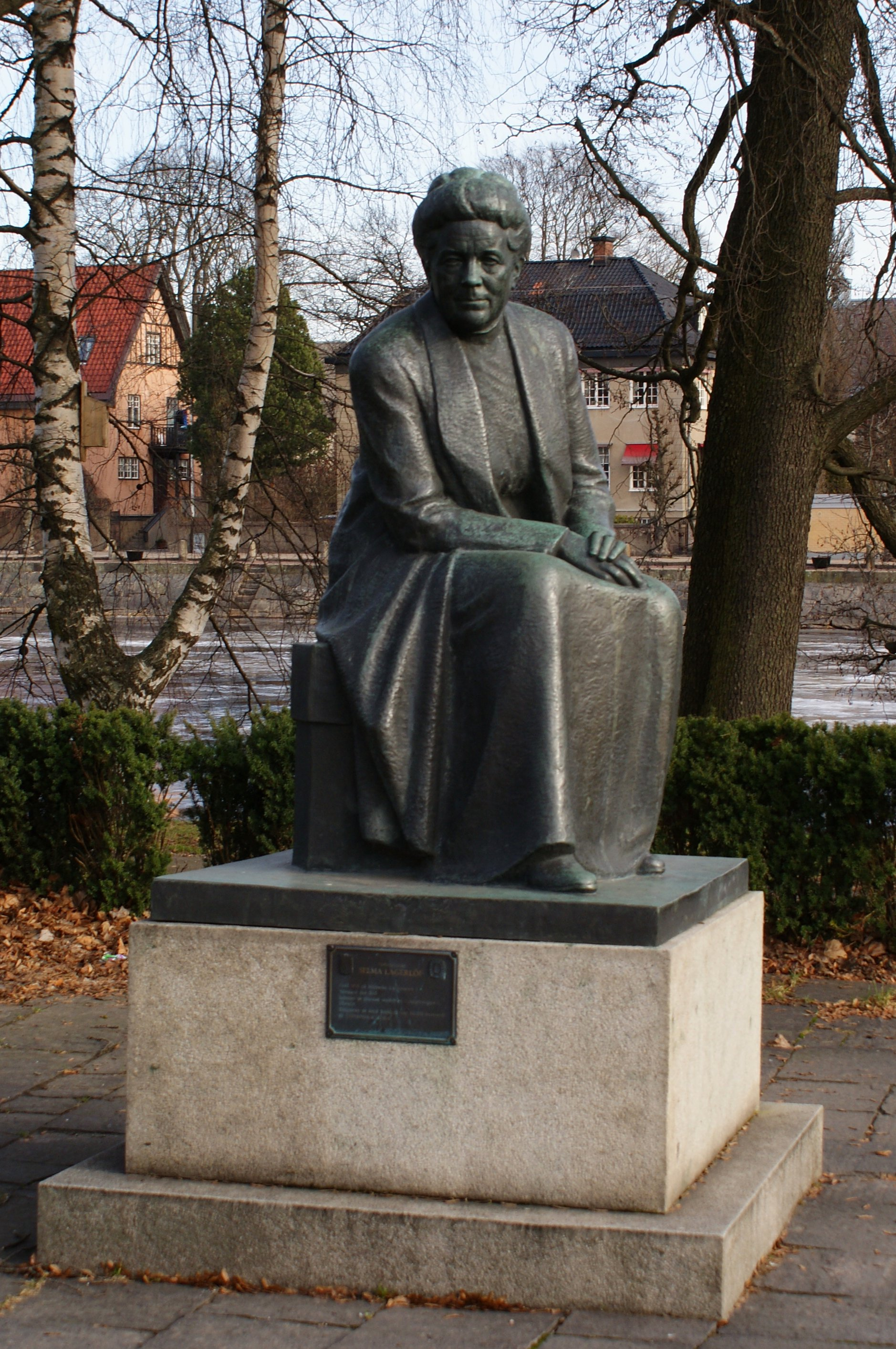
Statue de Selma Lagerlöf à Karlstad.

Plusieurs œuvres ont été réalisées à son effigie.
- Une sculpture d'Astri Taube (sv) et d'Arvid Backlund (sv) est située dans le parc de Rottneros (commune de Sunne). Deux sculptures de Jonas Högström (sv) se trouvent respectivement à Landskrona et à Sunne.

- Le portrait de Selma Lagerlöf a figuré sur un billet de banque suédois de 20 couronnes.

- Elle est mentionnée sur le socle de l'installation de l'artiste féministe Judy Chicago, The Dinner Party.

- (11061) Lagerlöf est un astéroïde de la ceinture principale d'astéroïdes.

- Le prix Selma Lagerlöf est décerné annuellement à un auteur écrivant dans l'esprit de Selma Lagerlöf. Créé en 1983, il est décerné à partir de 1984.